# Nova Dreta (Dinamarca)
Nova Dreta (en danés: Nye Borgerlige) és un partit polític danés nacional-conservador i populista de dreta. El partit, de lletra electoral D, va ser fundat a la tardor de 2015 per Pernille Vermund i Peter Seier Christensen.
El febrer de 2021 era el més gran en nombre de membres, uns 18.000, només seguit pels Socialdemòcrates i Venstre. Malgrat obtenir un màxim de 6 diputats al 2022, fruit d'una crisi interna va perdre tota la representació parlamentària.

## Etimologia
El nom del partit inclou el plural de la paraula danesa borgerlig que es tradueix literalment com a «cívic», derivat de borger significa «ciutadà». És el terme danés habitual per als partits no socialistes en general, i els partits de centredreta del país en particular. Com a terme marxista, la paraula té el significat de «burgès». Les traduccions imperfectes inclouen «dreta», «conservador», «cívic» o «ciutadania». Així, les traduccions alternatives del nom del partit serien els Nous Conservadors, Partit Nou de la Ciutadania, i similars.

## Història
El 24 de setembre de 2015, Pernille Vermund i Peter Seier Christensen, tots dos antics membres del Partit Popular Conservador, van anunciar que estaven en procés d'establir un partit nou amb el títol en procés de Vi Konservative (Nosaltres, els Conservadors). El partit es va fundar oficialment el 19 d'octubre de 2015 amb el nom de Nye Borgerlige.
El 21 de setembre de 2016 van anunciar que havia reunit les 20.109 signatures necessàries per a presentar-se a les pròximes eleccions generals. Així ho va confirmar el Ministeri d'Afers Socials el 6 d'octubre.
Després de la creació del partit, els regidors de diversos municipis van canviar dels seus partits originals a la Nova Dreta. La majoria d'ells es van perdre a les eleccions locals daneses del 2017, on el partit només va obtenir un escó a l'ajuntament de Hillerød.
A les eleccions generals del 2019, el partit va aconseguir més de 80.000 vots i el 2,4%, equivalent a quatre escons, amb la qual cosa Nye Borgerlige va tenir representació al parlament per primera vegada. A les següents eleccions van ampliar el suport a gairebé 130.000 vots i el 3.7%, traduïts en sis escons. Així però, en pocs mesos i fruit d'una greu crisi interna van perdre tres dels diputats que passarien al Partit Popular Danès (DF) i Lars Boje com a independent. La situació interna s'agreujaria amb la pèrdua de milers de militants i nombrosos càrrecs electes, fins al punt que a inicis de 2024 Vermund, de nou a la direcció del partit, anunciaria que havia recomanat la dissolució del partit i que tant ell com els dos diputats restants passaven a ser no adscrits. Només una setmana després Vermund anunciaria la seva entrada a l'Aliança Liberal, mentre que militants i activistes locals del partit feien una crida a mantenir l'activitat.

## Posicions polítiques

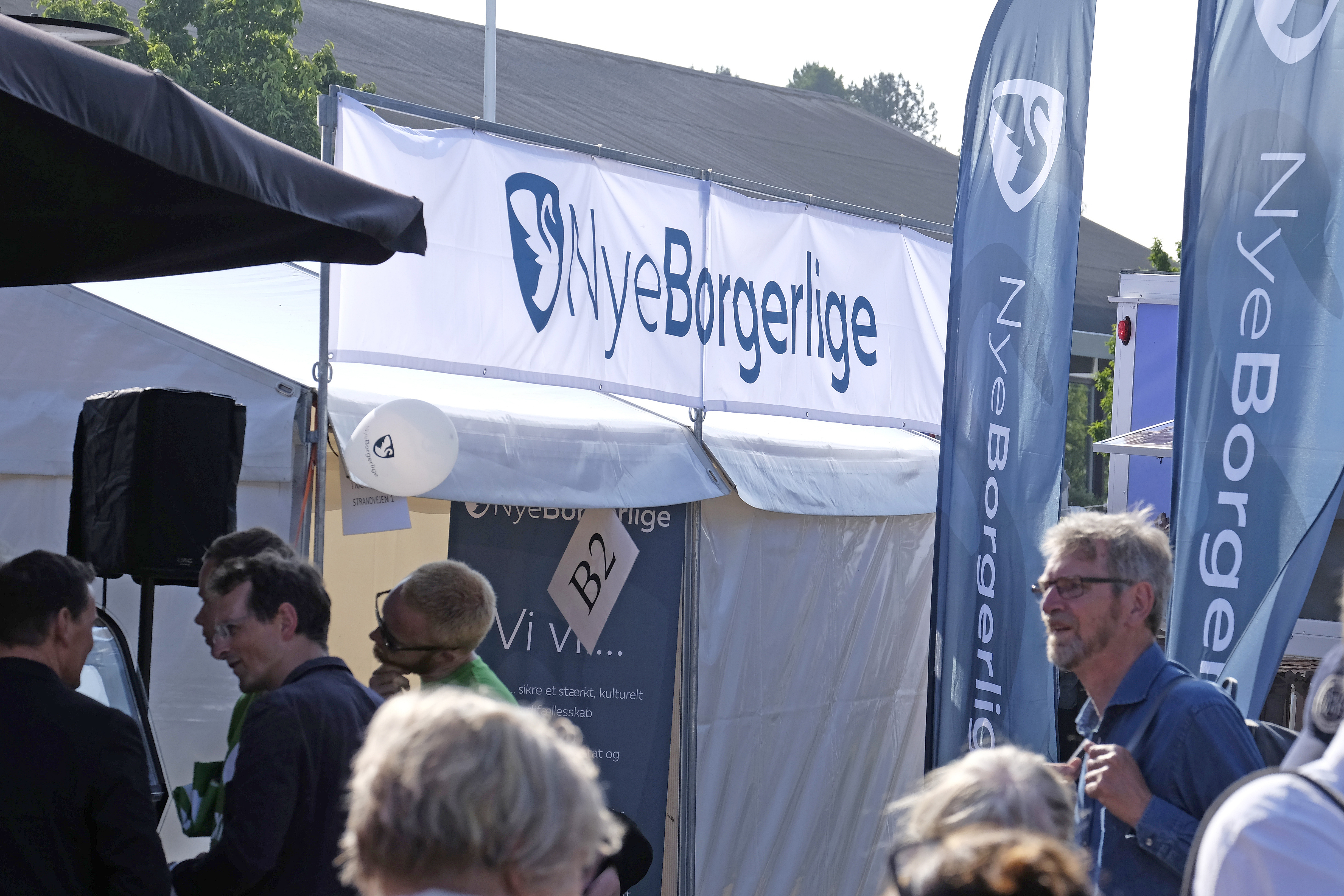
Presència de Nye Borgerlige a la Trobada Popular de Bornholm, 2016

Nye Borgerlige no es considera lligat ideològicament, sinó que es defineix en virtut del seu punt de vista conservador com a partit, que “parteix del fet i vol desenvolupar una societat basada en el coneixement i l'experiència en lloc de revolucionar a partir dels antecedents de la fe i la ideologia”. El partit dona suport a la sortida de Dinamarca de la UE i combina, segons el seu programa de partit, "una política clàssica conservadora basada en valors amb una política econòmica [borgerlig] de dreta i una resistència inequívoca a les convencions i acords supranacionals que limiten la democràcia danesa". Amb aquesta combinació el partit se situa a la dreta de l'espectre polític, tant pel que fa a la dimensió distributiva com de valor.
Els cinc principis primordials del partit són:
- Una forta comunitat cultural de valors;
- Menys estat, més humà;
- Responsabilitat comuna per als més febles de la societat;
- Protecció raonable dels valors naturals;
- Llibertat, democràcia i sobirania nacional.

## Resultats electorals

### Parlament (Folketing)

Mapa de les eleccions de 2022, amb el vot rebut per Nye Borgerlige.

| Any  | Lider      | Vots    | %         | Escons  | +/– | Govern   |
| ---- | ---------- | ------- | --------- | ------- | --- | -------- |
| 2019 | P. Vermund | 83,228  | 2.4 (#9)  | 4 / 179 | Nou | Oposició |
| 2022 | P. Vermund | 129,524 | 3.7 (#10) | 6 / 179 | 2   | Oposició |